# Gironcourt-sur-Vraine
Gironcourt-sur-Vraine är en kommun i departementet Vosges i regionen Grand Est (tidigare regionen Lorraine) i nordöstra Frankrike. Kommunen ligger i kantonen Châtenois som tillhör arrondissementet Neufchâteau. År 2022 hade Gironcourt-sur-Vraine 858 invånare.

## Befolkningsutveckling
Antalet invånare i kommunen Gironcourt-sur-Vraine
| Referens: INSEE |